# بارا-أمينوبروبيوفينون
بارا-أمينوبروبيوفينون أو 4'-أمينوبروبيوفينون هو مركب كيميائي شديد السمّية بحيث ويمكن أن يؤدي التعرّض له عن طريق التلامس الجسدي المباشر أو استنشاق أبخرته إلى الوفاة.

## السمّية
تأتي سمّية مركب البارا-أمينوبروبيوفينون من تأثيره على دورة الهيموغلوبين، وتحويله بسرعة إلى هيموغلوبين متبدل مثلما يحدث في حالة التسمم بالنترات. ونظرًا لأن الهيموغلوبين المتبدل يكون غير قادر على نقل الأكسجين مثل الهيموغلوبين، فإن ارتفاع مستويات الهيموغلوبين المتبدل في الدم يؤدي إلى حدوث نقص الأكسجة والغيبوبة والموت في نهاية المطاف بسبب تثبيط التنفس الخلوي.

## لمحة تاريخية
لفت مركب البارا-أمينوبروبيوفينون انتباه العلماء لأول مرة في مركز أبحاث الحياة البرية في دنفر في الولايات المتحدة الامريكية في أوائل الثمانينيات من القرن العشرين بسبب إمكانياته كعامل تحكم في الحيوانات المفترسة، ولكن لم يتم تطويره وتحويله إلى تقنية عملية في ذلك الوقت. كان العلماء المقيمون في المعهد الفيكتوري لعلوم الحيوان في أستراليا في تسعينيات القرن العشرين هم أول من أثبت أن مركب البارا-أمينوبروبيوفينون يمكن استخدامه كوسيلة إنسانية سريعة المفعول للقضاء على القطط الوحشية والسيطرة على الثعلب الأحمر المتوحش.
كانت نتائج تحسين رعاية الحيوان ووجود ترياق لعلاج التسمم العرضي سمة جذابة لمركب البارا-أمينوبروبيوفينون نظرًا لأن الطابع الإنساني للسم الأكثر شيوعًا في ذلك الوقت، وهو مركب فلورو أسيتات الصوديوم، كان لا يزال ملتبسًا ولا يوجد له ترياق لعلاج التسمم العرضي بمادة فلوروأسيتات الصوديوم. كان العلاج الوحيد الذي ثبت فعاليته لعلاج التسمم العرضي بمادة البارا-أمينوبروبيوفينون حتى الآن هو الترياق عن طريق الوريد الرابع، ولكن نظرًا لقصر الفترة الزمنية بين ما بعد الاستهلاك وقبل الوفاة، فمن الأهمية بمكان إعطاء الترياق في أسرع وقت ممكن.
اكتشف الباحثون أيضًا أن وضع مركب البارا-أمينوبروبيوفينون في طُعم القطط الوحشية داخل كبسولة متخصصة، والتي تستغل استراتيجيات الأسنان والتغذية الفريدة لدى القطط الوحشية، يمكن أن تحد بشكل كبير من تعرض الحيوانات غير المستهدفة لخطر التسمم بالبارا-أمينوبروبيوفينون حتى لو قامت باستهلاك الطُعم. أصبحت هذه ميزة مهمة تم تبنيها في تطوير طُعم القطط الوحشي.
طوّر باحثو نيوزيلندا في البداية بالتعاون مع العلماء في معهد فيكتوريا لعلم العيوان بشكل مستقل تركيبات البارا-أمينوبروبيوفينون، وتقنيات اصطياداللحيوانات المفترسة المُدخلة. كانت الدلائل الأولية التي تشير إلى أن مركب البارا-أمينوبروبيوفينون مادة أكثر سمّية للثدييات من الطيور بمثابة ميزة جذابة لاستخدامه في نيوزيلندا للتحكم في القوافم، وابن عرس، والقطط الوحشية، ولقد سُجّل المركب للاستخدام في نيوزيلندا لأول مرة في عام 2011 . تمت الموافقة على استخدام البارا-أمينوبروبيوفينون في شكل معجون أو في اللحوم المفرومة الطازجة، لذلك لن يوفر سوى تحكم فعال في القواقم كجزء من التحكم المكثف في الأرض. يقتل مركب البارا-أمينوبروبيوفينون في نيوزيلندا القواقم بتركيزات منخفضة من الطعم ليست قاتلة للبوسوم والفئران المتوحشة الأكثر تحملاً.
يخضع مركب البارا-أمينوبروبيوفينون لمزيد من الأبحاث في أستراليا لاستخدامه في القطط الوحشية، والثعالب الحمراء، والكلاب البرية.

## التأثيرات البيئية
لا يترك مركب البارا-أمينوبروبيوفينون مخلفات في البيئة، لذا يبدو احتمال أن يؤدّي البارا-أمينوبروبيوفينون إلى حدوث تلوث بيئي هو احتمال منخفض. كما يُعتقد أن مخاطر التأثيرات غير المستهدفة (القتل العرضي) لمركب البارا-أمينوبروبيوفينون منخفضة بشكل مقبول باستخدام تركيبات المعجون، على الرغم من أن التقييمات الحديثة أظهرت أن بعض الطيور تكون أكثر عرضة للإصابة بالتسمم الناجم عن البارا-أمينوبروبيوفينون مما كان متوقعًا في السابق.